# Samir Handanovič
Samir Handanovič, né le 14 juillet 1984 à Ljubljana en Slovénie, est un footballeur international slovène. Il évolue au poste de gardien de but.

## Biographie

### Carrière en club

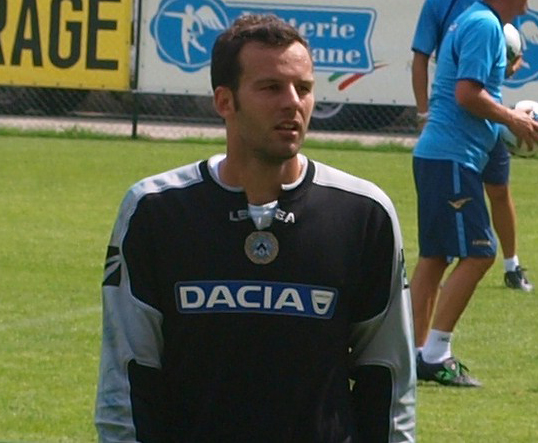
Samir Handanovič en 2011 avec l'Udinese Calcio.

Né à Ljubljana en Slovénie, Samir Handanovič est formé par le NK Domžale où il commence sa carrière professionnelle. Ses débuts impressionnants lui valent d'être transférés à seulement vingt ans à l'Udinese Calcio, dans le championnat italien. Avec de la patience et trois prêts, respectivement à Trévise en 2005-2006, à la Lazio Rome et à Rimini Calcio en 2006-2007, il remplace parfaitement Morgan De Sanctis à l'Udinese, ce dernier étant parti au Séville FC. 
Samir Handanovič contribue largement à la qualification du club pour les barrages de la Ligue des Champions lors de la saison 2010-2011. Il joue ses deux premiers matchs dans cette compétition lors d'un tour qualificatif, lors de la double confrontation face à l'Arsenal FC (1-0 pour Arsenal le 16 août 2011 et 1-2 pour au retour pour les londoniens le 24 août).

#### Inter Milan (depuis 2012)
En juillet 2012, Samir Handanovič signe en faveur de l'Inter Milan.
Handanovič joue son premier match pour l'Inter le 2 août 2012, à l'occasion d'un match qualificatif pour la phase de groupe de la Ligue Europa 2012-2013 face au HNK Hajduk Split. Il est titularisé lors de ce match qui voit son équipe l'emporter par trois buts à zéro.
Malgré un palmarès faible en titres, il est considéré comme l'un des meilleurs gardien de Série A pendant plus de cinq ans. Il est d'ailleurs élu dans l'équipe type d'Italie en 2011, 2013 et 2019. 
Il est élu meilleur gardien de but de l'année de Serie A lors de la saison 2018-2019  .
Ses multiples qualités ont fait de lui une figure très importante de l'Inter sur cette dernière décennie, permettant à son club de redorer progressivement son blason après quelques années compliquées.
Lors de la saison 2019-2020, il dispute sa première finale européenne, perdue 3-2 face au Séville FC.
Toujours titulaire dans le but de l'Inter lors de la saison 2020-2021, est sacré champion d'Italie cette saison-là.
Le 9 juillet 2022, Samir Handanovič prolonge son contrat avec l'Inter Milan d'une année supplémentaire. Il est donc lié au club jusqu'en juin 2023. 
La saison 2022-2023 voit André Onana devenir titulaire à sa place. En fin de saison, après onze ans sous les couleurs de l'Inter et avec un total de 455 rencontres disputés pour les Nerazzurri, il quitte le club,.
En septembre 2023, Handanovič annonce officiellement la fin de sa carrière professionnelle, il est alors âgé de 39 ans,.

### En équipe nationale
Samir Handanovič reçoit sa première sélection en équipe de Slovénie le 17 novembre 2004, lors d'un match amical face à la Slovaquie. Samir participe à la Coupe du monde 2010 en Afrique du Sud avec la Slovénie. Il annonce sa retraite internationale en novembre 2015 après la non-qualification de sa sélection pour l'Euro 2016.

## Statistiques
| Saison                | Club                  | Championnat           | Championnat | Championnat | Coupe(s) nationale(s) | Coupe(s) nationale(s) | Supercoupe | Supercoupe | Compétition(s) continentale(s) | Compétition(s) continentale(s) | Compétition(s) continentale(s) | Total | Total |
| Saison                | Club                  | Division              | M.          | B.          | M.                    | B.                    | M.         | B.         | Comp.                          | M.                             | B.                             | M.    | B.    |
| 2003-2004             | NK Zagorje (prêt)     | 2.SNL                 | 11          | 0           | -                     | -                     | -          | -          | -                              | -                              | -                              | 11    | 0     |
| Sous-total            | Sous-total            | Sous-total            | 11          | 0           | -                     | -                     | -          | -          | -                              | -                              | -                              | 11    | 0     |
| 2003-2004             | NK Domžale            | 1.SNL                 | 7           | 0           | -                     | -                     | -          | -          | -                              | -                              | -                              | 7     | 0     |
| Sous-total            | Sous-total            | Sous-total            | 7           | 0           | -                     | -                     | -          | -          | -                              | -                              | -                              | 7     | 0     |
| 2004-2005             | Udinese Calcio        | Serie A               | 3           | 0           | 2                     | 0                     | -          | -          | -                              | -                              | -                              | 5     | 0     |
| 2005-2006             | Trévise FBC (prêt)    | Serie A               | 3           | 0           | -                     | -                     | -          | -          | -                              | -                              | -                              | 3     | 0     |
| Sous-total            | Sous-total            | Sous-total            | 3           | 0           | -                     | -                     | -          | -          | -                              | -                              | -                              | 3     | 0     |
| 2005-2006             | Lazio Rome (prêt)     | Serie A               | 1           | 0           | -                     | -                     | -          | -          | -                              | -                              | -                              | 1     | 0     |
| Sous-total            | Sous-total            | Sous-total            | 1           | 0           | -                     | -                     | -          | -          | -                              | -                              | -                              | 1     | 0     |
| 2006-2007             | Rimini Calcio (prêt)  | Serie B               | 39          | 0           | 2                     | 0                     | -          | -          | -                              | -                              | -                              | 41    | 0     |
| Sous-total            | Sous-total            | Sous-total            | 39          | 0           | 2                     | 0                     | -          | -          | -                              | -                              | -                              | 41    | 0     |
| 2007-2008             | Udinese Calcio        | Serie A               | 35          | 0           | 1                     | 0                     | -          | -          | -                              | -                              | -                              | 36    | 0     |
| 2008-2009             | Udinese Calcio        | Serie A               | 34          | 0           | 1                     | 0                     | -          | -          | C3                             | 10                             | 0                              | 45    | 0     |
| 2009-2010             | Udinese Calcio        | Serie A               | 37          | 0           | 3                     | 0                     | -          | -          | -                              | -                              | -                              | 40    | 0     |
| 2010-2011             | Udinese Calcio        | Serie A               | 35          | 0           | -                     | -                     | -          | -          | -                              | -                              | -                              | 35    | 0     |
| 2011-2012             | Udinese Calcio        | Serie A               | 38          | 0           | 1                     | 0                     | -          | -          | C1+C3                          | 2+10                           | 0+0                            | 51    | 0     |
| Sous-total            | Sous-total            | Sous-total            | 182         | 0           | 8                     | 0                     | -          | -          | -                              | 22                             | 0                              | 212   | 0     |
| 2012-2013             | Inter Milan           | Serie A               | 35          | 0           | 3                     | 0                     | -          | -          | C3                             | 10                             | 0                              | 48    | 0     |
| 2013-2014             | Inter Milan           | Serie A               | 36          | 0           | 1                     | 0                     | -          | -          | -                              | -                              | -                              | 37    | 0     |
| 2014-2015             | Inter Milan           | Serie A               | 37          | 0           | -                     | -                     | -          | -          | C3                             | 3                              | 0                              | 40    | 0     |
| 2015-2016             | Inter Milan           | Serie A               | 36          | 0           | 2                     | 0                     | -          | -          | -                              | -                              | -                              | 38    | 0     |
| 2016-2017             | Inter Milan           | Serie A               | 37          | 0           | 1                     | 0                     | -          | -          | C3                             | 5                              | 0                              | 43    | 0     |
| 2017-2018             | Inter Milan           | Serie A               | 38          | 0           | 1                     | 0                     | -          | -          | -                              | -                              | -                              | 39    | 0     |
| 2018-2019             | Inter Milan           | Serie A               | 38          | 0           | 1                     | 0                     | -          | -          | C1+C3                          | 6+4                            | 0+0                            | 49    | 0     |
| 2019-2020             | Inter Milan           | Serie A               | 35          | 0           | 3                     | 0                     | -          | -          | C1                             | 6                              | 0                              | 44    | 0     |
| 2020-2021             | Inter Milan           | Serie A               | 36          | 0           | 4                     | 0                     | -          | -          | C1                             | 6                              | 0                              | 46    | 0     |
| 2021-2022             | Inter Milan           | Serie A               | 37          | 0           | 4                     | 0                     | 1          | 0          | C1                             | 8                              | 0                              | 50    | 0     |
| 2022-2023             | Inter Milan           | Serie A               | 14          | 0           | 2                     | 0                     | -          | -          | C1                             | -                              | -                              | 16    | 0     |
| Sous-total            | Sous-total            | Sous-total            | 379         | 0           | 22                    | 0                     | 1          | 0          | -                              | 48                             | 0                              | 450   | 0     |
| Total sur la carrière | Total sur la carrière | Total sur la carrière | 620         | 0           | 32                    | 0                     | 1          | 0          | -                              | 70                             | 0                              | 723   | 0     |

## Palmarès

### En club
Inter Milan
- Serie A (1)
  - Champion en 2021.
  - Vice-champion en 2020 et 2022.

- Coupe d'Italie  (2) :
  - Vainqueur en 2022 et 2023

- Supercoupe d'Italie  (2) :
  - Vainqueur en 2021 et en 2022.

- Ligue Europa
  - Finaliste en 2020.

### Distinctions personnelles
- Élu Meilleur gardien de but de l'année de Serie A en 2011, 2013 et 2019.
- Nommé dans l'équipe type de l'année de Serie A en 2011, 2013 et 2019.
- Nommé dans l'équipe type de la Ligue Europa en 2020.